# Velden (Herrieden)
Velden ([ˈfɛldn̩] ) ist ein Gemeindeteil der Stadt Herrieden im Landkreis Ansbach (Mittelfranken, Bayern). Velden liegt in der Gemarkung Rauenzell.

## Geografie
Das Dorf liegt am Schreinermühlbach, einem linken Zufluss der Altmühl. Im Norden mündet der Rösgraben als rechter und im Süden der Ölgraben als linker Zufluss in den Schreinermühlbach. Im Nordosten liegt das Flurgebiet Am Judenweg, dahinter liegt der Kappelbuck im Steinbachforst. Im Südwesten liegt das Flurgebiet Dörrlein, 1 km nordwestlich liegt der Schulberg (429 m ü. NHN). Die Kreisstraße AN 55 führt nach Thann (1,3 km südlich) bzw. nach Rauenzell zur Staatsstraße 2249 (1,1 km nördlich). Eine Gemeindeverbindungsstraße führt nach Leutenbuch (1,4 km westlich).

## Geschichte
Der Ort lag im Fraischbezirk des Oberamtes Ansbach. Die Dorf- und Gemeindeherrschaft hatte das eichstättische Stadtvogteiamt Herrieden. Gegen Ende des 18. Jahrhunderts gab es zehn Untertansfamilien, von denen vier das Kastenamt Herrieden als Grundherrn hatten und vier das Rittergut Sommersdorf der Herren von Crailsheim. Von 1797 bis 1808 unterstand der Ort dem Justiz- und Kammeramt Ansbach.
Im Rahmen des Gemeindeedikts wurde Velden dem 1808 gebildeten Steuerdistrikt Rauenzell zugeordnet. Es gehörte auch der wenig später gegründeten Ruralgemeinde Rauenzell an. Am 1. Juli 1971 wurde Velden im Zuge der Gebietsreform in Bayern nach Herrieden eingemeindet.

### Baudenkmäler
- Katholische Ortskapelle, kleiner massiver Satteldachbau, mit Eisenkreuz, Fassade Natursteinquader, bezeichnet 1949[8]
- Hirtenwasen: Wegkreuz, Gusseisenkreuz auf Sandsteinsockel, spätes 19. Jahrhundert; ca. 300 Meter westlich von Velden, an der Straße nach Herrieden[8]

### Einwohnerentwicklung
| Jahr      | 001818 | 001840 | 001861 | 001871 | 001885 | 001900 | 001925 | 001950 | 001961 | 001970 | 001987 |
| Einwohner | 42     | 65     | 49     | 60     | 53     | 47     | 40     | 84     | 50     | 69     | 56     |
| Häuser    | 13     | 10     |        |        | 11     | 12     | 10     | 11     | 11     |        | 13     |
| Quelle    | [ 10 ] | [ 11 ] | [ 12 ] | [ 13 ] | [ 14 ] | [ 15 ] | [ 16 ] | [ 17 ] | [ 18 ] | [ 19 ] | [ 1 ]  |

## Religion
Der Ort ist römisch-katholisch geprägt und bis heute nach Mariä Heimsuchung (Rauenzell) gepfarrt. Die Einwohner evangelisch-lutherischer Konfession waren ursprünglich nach Sommersdorf gepfarrt, heute ist die Pfarrei Christuskirche (Herrieden) zuständig.